# Даниел Рантцау
Даниел Рантцау (на немски: Daniel Rantzau; * 1529 в имението Дойч-Нинхоф; † 11 ноември 1569 пред Варберг) е благородник от Рантцау в Южен Шлезвиг-Холщайн и кралски датски фелд-хауптман.
Той е син на Готше Рантцау (1501 – 1564) и съпругата му Маргарета Бухвалд († 1564), дъщеря на Ото Бухвалд († 1540) и Бенедикта Рантцау († ок. 1542).
Даниел Рантцау посещава като млад през 1544 г. заедно с по-големия му братовчед Хайнрих Рантцау (1526 – 1598) университета във Витенберг, и слуша лекциите на Мартин Лутер. Двамата посещават къщата на Мартин Лутер. От 1547/1548 г. той и братовчед му са в свитата на Адолф I фон Шлезвиг-Холщайн-Готорп в двора на император Карл V. Пет години Даниел Рантцау участва в походите в Италия.
Около 1556 г. той се връща в Шлезвиг-Холщайнт и херцог Адолф го прави амт-ман на Пайне и събира там наемници за военния поход против Дитмаршен. В Пайне той дарява през 1559 г. бронзово корито за кръщения в новата църква „Св. Якоби“.
Той се прочува като фелд-хауптман на датския крал Фредерик II. При обсадата на окупираната от шведите крепост Варберг той е убит от куршум в главата на 11 ноември 1569 г. Погребан е във фамилната гробница в църквата „Св. Катерина“ във Вестензе. Братята му Петер и Тьонис му поставят монументален гробен камък в тогавашната мода ренесанс.
Даниел Рантцау не се жени. Неговата годеница Катарина фон Даме се омъжва за брат му Петер Рантцау (* 1535; † 27 септември 1602 в Аренсбург), с неговият син Даниел тази линия изчезва през 1590 г.